# Riho
Riho Hime (里歩 Riho, nacida el 4 de junio de 1997) es una idol y luchadora profesional japonesa más conocida como Riho quien trabaja actualmente en All Elite Wrestling (AEW).
Entrenada por Emi Sakura, Riho debutó en la empresa Ice Ribbon en mayo de 2006, a los nueve años. Poco después se unió a la empresa Gatoh Move Pro Wrestling desde 2012 hasta 2019. Poco después durante su trabajo en AEW, también luchó en World Wonder Ring Stardom durante el 2019 y 2020.
En cuanto sus logros, Riho ha sido una vez Campeona Mundial Femenil de AEW y una vez Campeona Alta Veloz.

## Carrera

### Ice Ribbon (2006-2012)
En 2006, cuando Riho tenía solo nueve años y todavía estaba en la escuela primaria, ella y su hermana mayor Seina, de tres años, comenzaron a entrenarse como luchadoras profesionales con Emi Sakura en su dojo de Ice Ribbon. Riho debutó en una lucha de exhibición contra Nanae Takahashi el 29 de mayo de 2006 en Shinagawa, Tokio. El 25 de julio, debutó para Ice Ribbon en el tercer evento de la promoción, derrotando a Makoto. El primer año de Riho en la lucha libre profesional consistió principalmente en combates con Emi Sakura, Hikari Minami y Seina. En marzo de 2008, Riho y Seina se enfrentaron en una serie de cuatro luchas, que Riho ganó 3–1.
El 24 de octubre de 2008, Riho ganó su primer campeonato de lucha libre profesional, cuando se unió a Yuki Sato para derrotar a Chounko y Masako Takanashi por el Campeonato Internacional en Parejas de Ribbon. El 23 de diciembre, Riho participó en un torneo para determinar a la primera Campeona de ICE × 60, pero fue eliminado en las semifinales por Seina, quien se convertiría en el campeón. Después de defender con éxito el Campeonato Internacional en Parejas de Ribbon contra Emi Sakura y Ribbon Takanashi, Riho y Sato abandonaron el título, luego de que Riho se fracturó la pierna derecha el 31 de marzo de 2009. Durante la mayor parte de 2009, Riho estuvo involucrada en una rivalidad con Chii Tomiya, que finalmente llevó a los dos a formar equipo como Miniature Dachs en noviembre. El 28 de noviembre de 2009, Riho derrotó a Nanae Takahashi y Tsukasa Fujimoto para convertirse en la primera Campeona Triángulo de Ribbon. Tras una exitosa defensa del título, Riho perdió el título ante Miyako Matsumoto el 22 de marzo de 2010. Sin embargo, solo doce días después, Riho regresó para derrotar a Matsumoto por el Campeonato ICE×60, el título principal de la empresa. En el proceso, Riho también se convirtió en la primera Campeona de Triple Corona de Ice Ribbon. Durante la celebración posterior al combate, Riho nominó a su entrenadora Emi Sakura como su primer rival para el cinturón. El 3 de mayo en Golden Ribbon, Riho se convirtió en la persona más joven en un evento principal en un evento en Korakuen Hall, cuando perdió el Campeonato ICE×60 ante Sakura en su primera defensa, y terminó su reinado por el título en tan solo 30 días.
El mes siguiente, Riho comenzó a hacer apariciones para DDT Pro-Wrestling (DDT). El 13 de junio, se unió a Kenny Omega y al Mr. #6 derrotando a Mr. Strawberry, Muscle Sakai y O.K. Revolution por el Campeonato de Nihonkai Six-Man Tag Team. El 20 de julio, Omega dejó el equipo del campeonato, luego de lo cual el título se declaró vacante, antes de que Riho, Mr. #6 y The Great Kojika se anunciaran como los nuevos campeones el 24 de julio. Al día siguiente, Riho, The Great Kojika y el Mr. #6 derrotaron a Hikaru Sato, Keisuke Ishii y Yoshihiko, y Antonio Honda, Kudo y Yasu Urano en un partido de tres vías para retener el Campeonato en Parejas de Nihonkai y ganar el Jiyugaoka Six-Person Tag Team y UWA World Trios Championship, unificando los tres títulos.
En enero de 2011, Riho se reunió con las luchadoras más jóvenes de Ice Ribbon, incluidos los antiguos asociados Chii Tomiya y Hikari Minami, para formar el stable Heisei YTR (Young Traditional Revolution), bajo el liderazgo de Makoto. El 6 de febrero de Riho y Makoto llegaron a las finales de la Ike! Ike! Ima, Ike! Ribbon Tag Tournament, antes de ser derrotado por Muscle Venus (Hikaru Shida y Tsukasa Fujimoto) en una lucha que también fue disputado por el Campeonato Internacional en Parejas de Ribbon. El 31 de marzo, Riho hizo su debut con SMASH en Smash.15, donde se unió a Hikari Minami y Tsukushi para derrotar a Emi Sakura, Makoto y Mochi Miyagi en una lucha de relevos australianos, marcando el punto decisivo sobre Miyagi. El mes siguiente, Riho y Minami comenzaron a producir sus propios eventos bajo el lema de "Teens", que se centraría en destacar a las luchadoras más jóvenes de Ice Ribbon. En agosto, se rompió la alianza entre Riho y Makoto, cuando Makoto anunció que dejaría Ice Ribbon por SMASH. El 11 de agosto, Riho interrumpió una conferencia de prensa de Smash, donde se hizo oficial la transferencia, al atacar al promotor de Smash Tajiri y desafiarlo a una lucha. El combate tuvo lugar el 21 de agosto, durante la última noche de Makoto en Ice Ribbon, y vio a Tajiri recoger la victoria. El 25 de diciembre en RibbonMania 2011, Seina regresó a Ice Ribbon, después de una pausa de dos años, para enfrentar en Retirement Match contra Riho. Riho ganó el combate en ocho minutos y luego se sometió a un juego de tres minutos, donde Seina fue derrotada por su viejo amigo Hikari Minami.
A principios de 2012, Riho comenzó a asociarse regularmente con Hikari Minami, luego de que este último trajera nuevamente el concepto Teens, produciendo Teens4 el 3 de marzo. El 15 de abril en Teens5, Riho ganó un torneo para ganar el derecho de reservarse un partido para Teens6. El 24 de mayo, Riho hizo su debut con Wrestling New Classic (WNC), la promoción de seguimiento de Smash, cuando reemplazó a un Mio Shirai lesionado en una lucha por equipos, donde ella y Makoto fueron derrotadas por Kana y Syuri. El 16 de junio en Teens6, Riho fue derrotada por la representante de World Wonder Ring Stardom, Nanae Takahashi, en la lucha en el que se le permitió elegir a sí misma. El 1 de septiembre, Riho anunció que iba a abandonar Ice Ribbon después del evento Korakuen Hall del 23 de septiembre para reunirse con Emi Sakura, quien había dejado la promoción a principios de año. El 17 de septiembre, Riho luchó su último partido en el dojo de Ice Ribbon en Saitama, formando equipo con su compañero Tsukasa Fujimoto en un duelo por equipos donde derrotaron a Hiroyo Matsumoto y Hamuko Hoshi, y Riho venció a Hoshi por la victoria. El 23 de septiembre en Ribbon no Kishitachi 2012, Riho fue derrotada por Aoi Kizuki en su lucha de despedida de Ice Ribbon.

### Gatoh Move Pro Wrestling (2012-2019)
El 23 de septiembre de 2012, Riho se unió oficialmente a la empresa Gatoh Move Pro Wrestling en Bangkok, Tailandia de Emi Sakura. Riho hizo su debut en el ring para Gatoh Move el 7 de octubre en Shinjuku, Tokio, luchando con Emi Sakura por un sorteo de límite de tiempo de diez minutos.
El 22 de septiembre de 2017, Riho derrotó a "Kotori" en la final de un torneo para convertirse en la Campeona inaugural de Super Asia. Hizo su primera defensa del título con éxito el 7 de noviembre contra Emi Sakura y luego anunció que iba a hacer una gira en el extranjero. El 31 de marzo de 2018, hizo su segunda defensa exitosa del Super Asia Championship vs Saki. Su tercera defensa llegó contra Jibzy en Bangkok, Tailandia, el 12 de mayo. Su próxima defensa en Japón sería contra Aoi Kizuki el 28 de julio. Unas semanas más tarde defendió contra Makoto en China, hubo cierta controversia después del final del partido cuando Makoto se quejó de que ella había echado antes de la cuenta de tres.
El 2 de julio de 2019, Rhio fue derrotada por Emi Sakura en el cual, después de que terminó el combate, se despidió de Gatoh Move.

### All Elite Wrestling (2019-presente)
El 13 de mayo de 2019, Riho había firmado un contrato con All Elite Wrestling (AEW) con un acuerdo de cinco apariciones. El 25 de mayo, Riho hizo su primera aparición en el inaugural evento de Double or Nothing haciendo equipo con Hikaru Shida y Ryo Mizunami quienes derrotaron a Aja Kong, Emi Sakura y Yuka Sakazaki. El 29 de junio, Riho apareció en Fyter Fest con una victoria tras derrotar a Nyla Rose y a Yuka Sakazaki. El 13 de julio, Riho apareció en Fight for the Fallen haciendo equipo con Dr. Britt Baker cayendo derrotadas ante Bea Priestley y Shoko Nakajima.
El 31 de agosto en el evento de All Out, Riho logró derrotar a Hikaru Shida a ganando la oportunidad de luchar por el Campeonato Mundial Femenino de AEW en el primer capítulo de AEW Dynamite. El 2 de octubre, Riho ganó la lucha, coronándose como campeona, tras la lucha fue atacada por su rival Nyla Rose (quién también atacó a Michael Nakazawa). El 16 de octubre en Dynamite, Riho defendió su título contra Dr. Britt Baker D.M.D. de manera exitosa, tras la lucha, se dieron la mano en señal de respeto. El 6 de noviembre, Riho apareció en el episodio de Dynamite haciendo equipo con Shanna cayendo derrotadas ante Emi Sakura y Jamie Hayter.
En el evento de pago por visión Full Gear defendió con éxito su título ante la luchadora que fue su entrenadora Emi Sakura. El 1 de enero de 2020 en Dynamite: Homecoming, Riho defendió su título por tercera vez contra Dr. Britt Baker D.M.D., Hikaru Shida y Nyla Rose.
Después de una pausa de 11 meses debido a las restricciones de viaje resultantes de la pandemia de COVID-19, se anunció en enero de 2021 que Riho volvió a la acción participando en el torneo por el título mundial femenino de AEW. Ella se enfrentó a la Campeona Mundial Femenina de la NWA Serena Deeb en los cuartos de final.

### World Wonder Ring Stardom (2019-2020)
El 24 de julio de 2019, Riho hizo una aparición sorpresa en World Wonder Ring Stardom, anunciando que luchará por la compañía a partir de agosto. El primer combate de Riho con Stardom ocurrió el 10 de agosto, donde en un Triple Threat Match derrotó a Death Yama-San y Starlight Kid para ganar el Campeonato de Alta Veloz por primera vez.
Riho hizo su primera aparición desde el 16 de febrero de 2020, el 11 de julio, cuando la compañía entró en pausa debido a la pandemia de COVID-19. Riho se asoció con el Campeona Mundial de Stardom Mayu Iwatani, cuando ambos derrotaron con éxito a AZM y Momo Watanabe. El 26 de julio, Riho perdió el título ante AZM, en un Triple Threat Match que también involucró a Starlight Kid. A fines de diciembre, Dave Meltzer confirmó que Riho ya no trabaja con la compañía porque está bajo contrato con AEW porque Stardom la quería a tiempo completo, la cual rechazó tiempo después.

## En lucha
- Movimientos finales
  - Kuru Kuru Ribbon (Multiple revolution armscissors transitioned from a sunset flip into a prawn hold)[4][5][6]
  - Somato (Running double knee strike to a seated opponent into a rana pin)[4][5][6] – adopted from Harashima
- Movimientos de firma
  - European Clutch (Double wrist-clutch flip into a bridging cradle pin)[11][25]
  - Jumping knee strike[4][5][6]
  - Nikoniko Clutch (Camel clutch, with theatrics)[26]
  - Sakura Ebigatame (Bridging single leg boston crab)[27][28]
  - Tiger feint kick to the head of an opponent draped over the second rope[29][30]
- Temas de entradas
  - "Eternal Beauty" por YMZnoMASAKI (AEW; 2019-presente)
  - "Small Monster" por Gatohmove (AEW; 2019-presente)

## Campeonatos y logros
- All Elite Wrestling
  - AEW Women's World Championship (1 vez e inaugural)

- DDT Pro-Wrestling
  - DDT Jiyugaoka Six-Person Tag Team Championship (1 vez) – con The Great Kojika & Mr. #6
  - DDT Nihonkai Six-Man Tag Team Championship (2 veces) – con Kenny Omega & Mr. #6 (1) y The Great Kojika & Mr. #6 (1)
  - UWA World Trios Championship (1 vez) – con The Great Kojika & Mr. #6

- Fuka Matsuri
  - Fuka Matsuri Rumble (2010)

- Gatoh Move Pro Wrestling
  - Asia Dream Tag Team Championship (1 vez) – con "Kotori"
  - IWA Triple Crown Championship (2 veces)
  - Super Asia Championship (1 vez)
  - Gatonun Climax (2014)
  - Go Go! Green Curry Khob Khun Cup (2013) – con Antonio Honda
  - Super Asia First Champion Determination Tournament (2017)

- Ice Ribbon
  - ICE×60 Championship (1 vez)
  - International Ribbon Tag Team Championship (1 vez) – con Yuki Sato
  - Triangle Ribbon Championship (1 vez)
  - Teens5 Tournament (2012)

- Singapore Pro Wrestling
  - Queen of Asia championship (1 vez, actual)

- World Wonder Ring Stardom
  - High Speed Championship (1 vez)

- Pro Wrestling Illustrated
  - Situada en el Nº43 en el PWI Female 100 en 2019.
  - Situada en el Nº8 en el PWI Female 100 en 2020.
  - Situada en el Nº141 en el PWI Female 150 en 2021.